# Soyaux
Soyaux és un municipi francès situat al departament del Charente i a la regió de la Nova Aquitània. L'any 2007 tenia 10.348 habitants.

## Demografia

### Població
El 2007 la població de fet de Soyaux era de 10.348 persones. Hi havia 4.433 famílies de les quals 1.568 eren unipersonals (510 homes vivint sols i 1.058 dones vivint soles), 1.211 parelles sense fills, 1.064 parelles amb fills i 590 famílies monoparentals amb fills.
La població ha evolucionat segons el següent gràfic:
Habitants censats

### Habitatges
El 2007 hi havia 4.920 habitatges, 4.563 eren l'habitatge principal de la família, 42 eren segones residències i 314 estaven desocupats. 2.604 eren cases i 2.254 eren apartaments. Dels 4.563 habitatges principals, 1.867 estaven ocupats pels seus propietaris, 2.654 estaven llogats i ocupats pels llogaters i 41 estaven cedits a títol gratuït; 117 tenien una cambra, 273 en tenien dues, 1.137 en tenien tres, 1.807 en tenien quatre i 1.229 en tenien cinc o més. 2.265 habitatges disposaven pel capbaix d'una plaça de pàrquing. A 2.387 habitatges hi havia un automòbil i a 1.199 n'hi havia dos o més.

### Piràmide de població
La piràmide de població per edats i sexe el 2009 era:
| Homes | Edats   | Dones |
| ----- | ------- | ----- |
| 0     | 95 o +  | 8     |
| 8     | 90 a 94 | 64    |
| 32    | 85 a 89 | 72    |
| 64    | 80 a 84 | 104   |
| 172   | 75 a 79 | 276   |
| 232   | 70 a 74 | 308   |
| 308   | 65 a 69 | 340   |
| 204   | 60 a 64 | 264   |
| 220   | 55 a 59 | 268   |
| 312   | 50 a 54 | 376   |
| 296   | 45 a 49 | 380   |
| 300   | 40 a 44 | 364   |
| 260   | 35 a 39 | 376   |
| 396   | 30 a 34 | 352   |
| 332   | 25 a 29 | 392   |
| 228   | 20 a 24 | 268   |
| 328   | 15 a 19 | 320   |
| 372   | 10 a 14 | 328   |
| 356   | 5 a 9   | 304   |
| 328   | 0 a 4   | 268   |

## Economia
El 2007 la població en edat de treballar era de 6.373 persones, 4.398 eren actives i 1.975 eren inactives. De les 4.398 persones actives 3.486 estaven ocupades (1.815 homes i 1.671 dones) i 911 estaven aturades (379 homes i 532 dones). De les 1.975 persones inactives 491 estaven jubilades, 631 estaven estudiant i 853 estaven classificades com a «altres inactius».

### Ingressos
El 2009 a Soyaux hi havia 4.433 unitats fiscals que integraven 9.913,5 persones, la mediana anual d'ingressos fiscals per persona era de 14.647 €.

### Activitats econòmiques
Dels 461 establiments que hi havia el 2007, 2 eren d'empreses extractives, 6 d'empreses alimentàries, 1 d'una empresa de fabricació d'elements pel transport, 17 d'empreses de fabricació d'altres productes industrials, 70 d'empreses de construcció, 166 d'empreses de comerç i reparació d'automòbils, 8 d'empreses de transport, 18 d'empreses d'hostatgeria i restauració, 5 d'empreses d'informació i comunicació, 23 d'empreses financeres, 14 d'empreses immobiliàries, 27 d'empreses de serveis, 78 d'entitats de l'administració pública i 26 d'empreses classificades com a «altres activitats de serveis».
Dels 114 establiments de servei als particulars que hi havia el 2009, 2 eren oficines de correu, 5 oficines bancàries, 2 funeràries, 17 tallers de reparació d'automòbils i de material agrícola, 1 taller d'inspecció tècnica de vehicles, 1 autoescola, 14 paletes, 10 guixaires pintors, 12 fusteries, 8 lampisteries, 7 electricistes, 5 empreses de construcció, 9 perruqueries, 3 veterinaris, 9 restaurants, 5 agències immobiliàries, 3 tintoreries i 1 saló de bellesa.
Dels 35 establiments comercials que hi havia el 2009, 1 era un hipermercat, 1 un supermercat, 1 una gran superfície de material de bricolatge, 2 botiges de menys de 120 m², 4 fleques, 3 carnisseries, 1 una llibreria, 7 botigues de roba, 2 botigues d'equipament de la llar, 1 una sabateria, 4 botigues de mobles, 2 perfumeries, 1 una joieria i 5 floristeries.
L'any 2000 a Soyaux hi havia 11 explotacions agrícoles.

## Equipaments sanitaris i escolars
El 2009 hi havia 1 hospital de tractaments de curta durada, 1 hospital de tractaments de mitja durada (seguiment i rehabilitació), 2 centres de salut, 5 farmàcies i 1 ambulància.
El 2009 hi havia 5 escoles maternals i 5 escoles elementals. A Soyaux hi havia 2 col·legis d'educació secundària i 1 liceu tecnològic. Als col·legis d'educació secundària hi havia 835 alumnes i als liceus tecnològics 460.

## Poblacions properes
El següent diagrama mostra les poblacions més properes.